# کامرون در المپیک تابستانی ۲۰۲۴
کاروان المپیکی کامرون، یکی از کاروان‌های شرکت‌کننده در بازی‌های المپیک تابستانی ۲۰۲۴ بود. این دوره از بازی‌ها از ۲۶ ژوئیه تا ۱۱ اوت ۲۰۲۴ (۵ تا ۲۱ امرداد ۱۴۰۳ خورشیدی) به میزبانی پاریس، پایتخت فرانسه برگزار شد.‌‌ این حضور، شانزدهمین حضور کاروان کامرون در المپیک بود. نخستین حضور این کاروان به المپیک ۱۹۶۴ برمی‌گردد. این کاروان در این دوره موفق به کسب مدال نشد.

## شرکت‌کنندگان
فهرست زیر به ورزشکاران این کاروان اشاره دارد.
| ورزش         | مردان | زنان | مجموع |
| ------------ | ----- | ---- | ----- |
| دو و میدانی  | ۱     | ۱    | ۲     |
| جودو         | ۰     | ۱    | ۱     |
| شنا          | ۱     | ۱    | ۲     |
| تنیس روی میز | ۰     | ۱    | ۱     |
| مجموع        | ۲     | ۴    | ۶     |